# Takara-jima

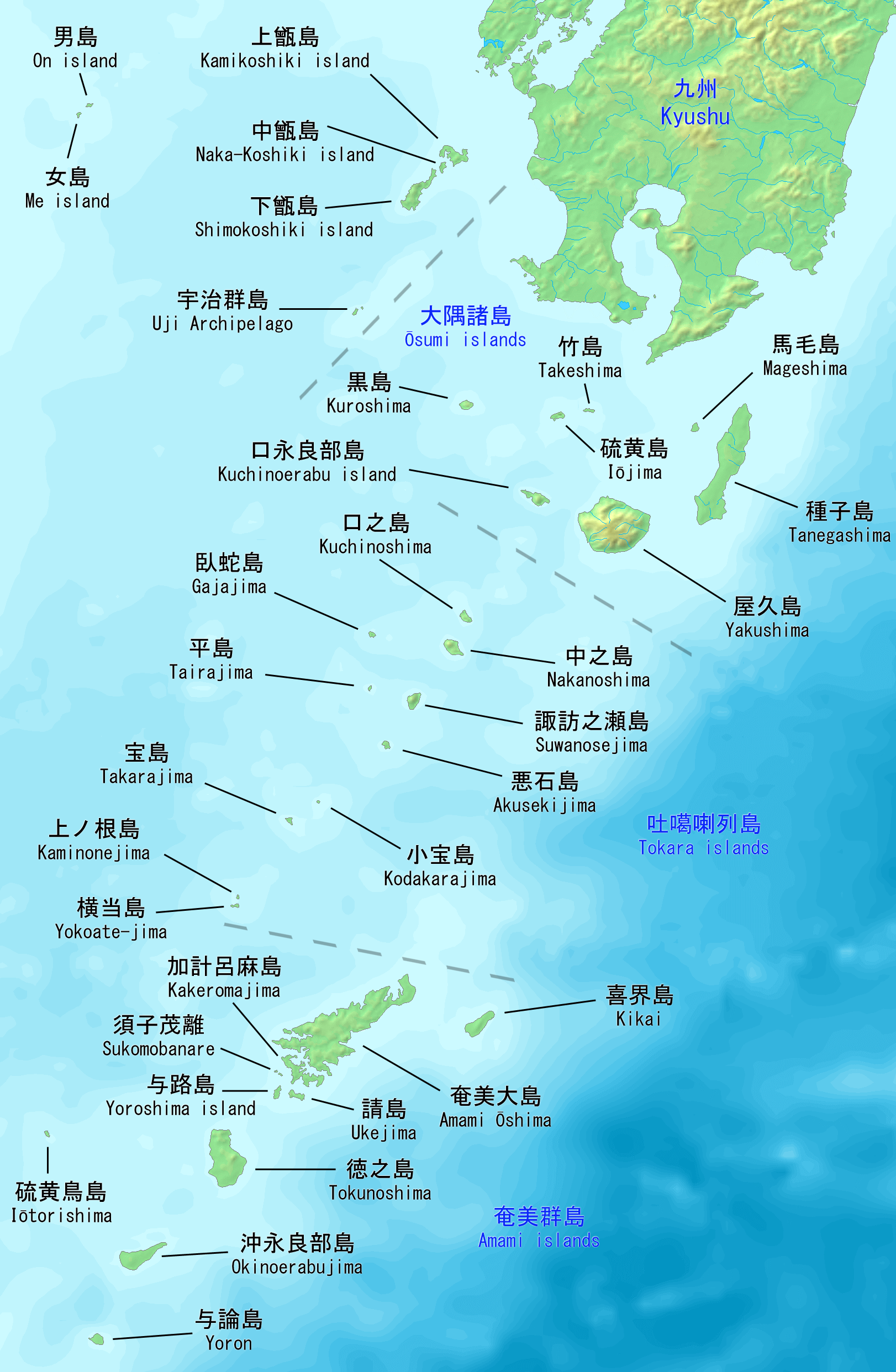
Lägeskarta, Tokaraöarna och Takara-jima i mitten

Takara-jima (japanska  (宝島?) Takara-jima, "Skattkammarön") är en ö bland Tokaraöarna i nordvästra Stilla havet och tillhör Japan.

## Geografi
Takara-jima ligger cirka 95 kilometer sydväst om huvudön Nakano-shima. Det är den sydligaste ön i ögruppen.
Ön är en korallö och har en areal om ca 7,14 km² med en omkrets på ca 13,77 km. Klimatet är subtropiskt. Den högsta höjden är Imakira på cirka 292 m ö.h. (1).
Befolkningen uppgår till ca 116 invånare. Förvaltningsmässigt tillhör ön Toshima-mura (2) som är en del i Kagoshima prefekturen.
Ön kan bara nås med fartyg då den saknar flygplats, det finns regelbundna färjeförbindelse med staden Kagoshima på fastlandet. Restiden är ca 13 timmar.

## Historia
Det är osäkert när Tokaraöarna upptäcktes, de första dokumenterade omnämnandena finns i boken Nihonshoki från 720-talet.
Öarna utgjorde fram till 1624 en del i det oberoende kungadöme, Kungariket Ryukyu.
1609 invaderades Ryūkyūriket av den japanska Satsumaklanen under den dåvarande Daimyo som då kontrollerade större delen av södra Japan. Öarna införlivades i Satsumariket kring 1624.
1879 under Meijirestaurationen införlivades sedan Satsumariket i Japan, och öarna blev först del i länet Ōsumi no Kuni (Ōsumi provinsen) och senare del i Kagoshima prefekturen.
Under Andra världskriget ockuperades området våren 1945 av USA som förvaltade öarna fram till 1953 då de återlämnades till Japan.